# ناحیه اسکله

محل قرارگیری ناحیه اسکله در نقشه جمهوری ترک قبرس شمالی

ناحیه اسکله (ترکی استانبولی: Lefkoşa İlçesi) یکی از پنح ناحیه‌ی جمهوری ترک قبرس شمالی می‌باشد. مرکز این ناحیه تریکومو، جمعیت این ناحیه در سال ۲۰۰۶ میلادی  ۲۱،۰۹۹ نفر و در سال ۲۰۱۱ میلادی ۲۳٫۳۵۶ نفر شمارش شده‌است. فرماندار کنونی ناحیه اسکله بنیامین مرحمت‌سیز می‌باشد.